# Paolo Campanelli
Paolo Campanelli (Mondolfo, 27 aprile 1931) è un pilota motociclistico italiano.

## Biografia
Figlio di Bruno e Laura Tesei è i terzo di sette figli.
Motociclista, meccanico e costruttore, inizia la sua carriera nel 1946 e la conclude nel 1978, dopo una movimentatissima attività sportiva durata trentadue anni.
Nel 1998, la rivista Motociclismo d'epoca gli dedica un redazionale di dieci pagine ricco di racconti, aneddoti e informazioni tecniche e completo di un dettagliato calendario cronologico della sua attività agonistica.
Ha ereditato la sua passione dal padre Bruno che, nel periodo precedente la guerra, gareggiava per il corpo della milizia e gestiva una delle prime rivendita di cicli e motocicli della città di Pesaro. Disputò le sue ultime gare nel 1951 e nel 1952 e decise poi di passare la sua moto Gilera Saturno al figlio Paolo che conquistò subito il titolo di campione d'Italia nella seconda categoria della classe 500. 
Paolo Campanelli ha gareggiato con moto di ogni marca e di tutte le cilindrate, dalla 50 alla 500 cm³, gareggiando sui diversi circuiti anche in più categorie nello stesso evento motoristico. Le sue moto erano quasi sempre private e, soprattutto, messe a punto da lui stesso.
Nella sua lunga carriera, corse per tre anni con i sidecar, in coppia con il romano Luigi Marcelli, meglio conosciuto come Giggi er lungo e partecipò anche a gare di motocross e trial.
Iniziò la carriera motociclistica gareggiando con una Ducati “Cucciolo” e, in breve tempo, arrivò a correre con la Gilera Saturno 500. Con la stessa vinse il Campionato italiano nel 1952 nella classe 500, seconda categoria. Portò in pista con successo anche la MotoBi 250, all'epoca rivale della Benelli.
Oltre che a gare nazionali partecipò anche a varie competizioni internazionali; nel motomondiale ottenne punti iridati in 5 annate tra il motomondiale 1953 e il motomondiale 1970 e fu un concorrente assiduo del Gran Premio delle Nazioni dove è stata registrata una sua partecipazione ancora nell'edizione del 1977.
In trentadue anni di carriera, vinse ventisette gare.
Dal 1953 al 1957 partecipò alle edizioni annuali del Motogiro d'Italia, vinse quattro titoli per monocilindriche alla Milano-Taranto.
Negli anni sessanta, per motivi di lavoro, si trasferì a Zurigo e divenne membro del locale Moto Club assumendo lo pseudonimo di “Paul Klingel”. Questo gli consentì di rimanere iscritto sia alla Federazione Motociclistica Italiana che a quella elvetica.
In quegli anni partecipò contemporaneamente ai due campionati nazionali.
Dopo la parentesi svizzera, ritornò in Italia e aprì una attività commerciale di vendita di motocicli nella sua città.
L'ultima gara da lui disputa fu quella organizzata dal Moto Club “Tonino Benelli” sul circuito pesarese di Villa Fastiggi.
Raggiunto il limite di età per gareggiare si dedicò al restauro e alla ricostruzione di moto d'epoca, in particolare Gilera Saturno e Norton Manx.

## Risultati nel motomondiale
| 1953 | Classe | Moto      |  |   |    |   |    |   |    |   |   |  |  |  |  | Punti | Pos. |
| ---- | ------ | --------- |  | - | -- | - | -- | - | -- | - | - |  |  |  |  | ----- | ---- |
| 1953 | 125    | MV Agusta |  | - | NE | - | NE | - | NE | 6 | - |  |  |  |  | 1     | 17º  |

| 1955 | Classe | Moto       |  |   |  |   |    |   |    |   |  |  |  |  |  | Punti | Pos. |
| ---- | ------ | ---------- |  | - |  | - | -- | - | -- | - |  |  |  |  |  | ----- | ---- |
| 1955 | 125    | FB Mondial |  | - |  | - | NE | - | NE | 6 |  |  |  |  |  | 1     | 16º  |

| 1962 | Classe | Moto    |   |   |  |   |   |   |   |   |   |    |   |  |  | Punti | Pos. |
| ---- | ------ | ------- | - | - |  | - | - | - | - | - | - | -- | - |  |  | ----- | ---- |
| 1962 | 250    | Benelli | - | - |  | - | - | - | - | - | 6 | NE | - |  |  | 1     | 26º  |

| 1969 | Classe | Moto   |  |  |  |  |  |  |  |  |  |  |   |  |  | Punti | Pos. |
| ---- | ------ | ------ |  |  |  |  |  |  |  |  |  |  | - |  |  | ----- | ---- |
| 1969 | 500    | Seeley |  |  |  |  |  |  |  |  |  |  | 8 |  |  | 3     | 44º  |

| 1970 | Classe | Moto     |  |  |     |  |  |  |  |    |  |  |   |  |  | Punti | Pos. |
| ---- | ------ | -------- |  |  | --- |  |  |  |  | -- |  |  | - |  |  | ----- | ---- |
| 1970 | 500    | Kawasaki |  |  | Rit |  |  |  |  | NE |  |  | 9 |  |  | 2     | 41º  |

| Legenda | 1º posto        | 2º posto            | 3º posto            | A punti      | Senza punti        | Grassetto – Pole position Corsivo – Giro più veloce |
| Legenda | Gara non valida | Non qual./Non part. | Ritirato/Non class. | Squalificato | '-' Dato non disp. | Grassetto – Pole position Corsivo – Giro più veloce |